# Lena Günther Strååt
Lena Günther Strååt, född 1 november 1917 i Stockholm, död 30 december 2016, var en svensk skulptör och teckningslärare.
Hon var dotter till utrikesministern Christian Günther och Ingrid Sjöberg och från 1941 gift med Göran Strååt. Hon studerade skulptur för Nils Sjögren vid Kungliga konsthögskolan i Stockholm 1936–1941. Tillsammans med sin man och Bengt Amundin ställde hon ut i Åkersberga och hon medverkade i samlingsutställningar i Visby och Liljevalchs Stockholmssalonger. Under 1950-talet arbetade hon som teckningslärare. Hennes konst består huvudsakligen av porträtt.